# Поли (Доктор Ху)
Поли (енгл. Polly), која је понекада називана и Поли Рајт (енгл. Polly Wright) у спиноф материјалима, измишљени је лик у британској научнофантастичној телевизијској серији Доктор Ху, који је тумачила Анеки Вилс.
Поли је из 1966. године и била је сапутница Првог и Другог Доктора. Била је главни лик у телевизијској серији од 1966. до 1967. године, појављујући се у 9 прича (36 епизода). Само један серијал са њом, њено прво појављивање у Ратним машинама, тренутно у целости постоји у BBC архиви. Међутим, све осим две њене нестале приче (Кријумчари и Горштаци) су објављене на DVD-у са званичном анимацијом и реконструкцијама помоћу слика и коришћења сачуваних изворних звучних записа који попуњавају празнине. Лик се вратио у божићном специјалу из 2017. „Било двапут”, где га је тумачила Лили Траверс.

## Биографија

### Телевизија
Поли се први пут појавила у серијалу Првог Доктора Ратне машине где је била секретарица професора Брета. Брет развија вештачку интелигенцију познату као РОАМ, а Поли упознаје Доктора (Вилијам Хартнел) и Додо (Џеки Лејн) када су дошли да је истраже. Поли и Додо су се спријатељиле и она је води у лондонски ноћни клуб под називом Пакао где упознају Бена Џексона (Мајкл Крејз), морнара који је у Краљевској морнарици који служи на броду ХМС Тизер. Поли и Додо покушавају да развеселе Бена. Када је Поли почео да спопада један од гостију у Паклу, Бен јој притиче у помоћ. На крају, Бен и Поли помажу Доктору у његовој борби против РОАМ-а када је рачунар покушао да преузме свет. Бен и Поли обавештавају Доктора o Додоиној одлуци да остане 1966. и случајно упадају у ТАРДИС када су покушали да врате Додоин кључ временске машине.
Поли је, за разлику од Додо, префињенија и савременија млада жена 1960-их — живахна, привлачна, наизменично стидљива и агресивна. Бен и она чине чудан пар, али она је пријемчива за Бенове заштитничке нагоне, а он је заузврат сматра елегантном и отменом, дајући јој надимак "војвоткиња". Поли је била присутна као и Бен када се Доктор први пут регенерисао у нови облик (Патрик Траутон) и настављају да путују са њим. У Горштацима (1966–67), Поли и Бену се на ТАРДИС-у придружује Џејми Мекримон (Фрејзер Хајнс). На крају, ТАРДИС се враћа у Лондон 1966. (у Безличнима) истог дана када су Бен и Поли отишли (иако је за њих прошло око годину дана). Они одлучују да остану да наставе своје животе без ометања док Доктор и Џејми путују даље.
Шта се десило са двојцем након повратка на Земљу није извесно. Чини се да Доктор мисли да ће Бен постати адмирал, а Поли пазити на Бена, али је остало нејасно да ли је ово предвиђање или им једноставно жели добро. У причи Авантура Саре Џејн, Смрт Доктора (2010), Сара Џејн Смит помиње да Поли сада ради у сиротишту у Индији са Беном.
Поли се појављује у божићном специјалу Доктора Хуа из 2017. „Било двапут“ у ком је тумачи Лили Траверс. Заплет епизоде укључује догађаје Десете планете.

### Други медији
У огранак краткој причи Пола Грајса „У пролазу на Мондасу“ (у антологији Кратка путовања) која се дешава 1986. године, открива се да су Бен и Поли отишли свако својим путем и венчали се. У краткој причи Џозефа Лидстера „Тај пут сам скоро уништила свет док сам тражила хаљину“ (у антологији Кратке приче: Прошло време продукције "Big Finish"), приказано је да је Поли разведена 1999. и да има отуђеног сина по имену Мајки. Међутим, Бен и она се поново срећу на крају те приче и признају да се воле.

## Развој
Поли никада није добила презиме у серији. Према продукцијским белешкама, она је требало да се презива Рајт, али ово није коришћено како би се избегла забуна са Докторовом ранијом сапутницом Барбаром Рајт. У Безличнима, двојница Поли се зове Мишел Лупи. Очигледно погрешно разумевање овога и погрешно тумачење контекста довели су до тога да су неки референтни радови дају Поли презиме "Лопез". У роману Невиних несталих пустоловина Најезда људи мачака Герија Расела, Рајт је изричито наведено као Полино презиме, као што је наводно дато у узорку сценарија за рашчлањивање ликова и аудиције Џерија Дејвиса када је, као уредник сценарија, он са продуцентом Инесом Лојдом створио Бена и Поли 1966.